# Roman Dereziński
Roman Dereziński (ur. 30 grudnia 1951 w Zakopanem) – polski alpejczyk, lekarz ortopeda, olimpijczyk z Innsbrucku 1976.
Wielokrotny medalista mistrzostw Polski: srebrny w slalomie specjalnym w roku 1974, w slalomie gigancie w roku 1977, w kombinacji w latach 1973–1974, 1976 oraz czterokrotnie brązowy.
Złoty medalista uniwersjady w 1972 w slalomie specjalnym. Startował również w roku 1975 na uniwersjadzie zajmując 4. miejsce w slalomie specjalnym.
Uczestnik mistrzostw świata w narciarstwie alpejskim w 1974 roku, gdzie zajął 8. miejsce w kombinacji alpejskiej i 12. w slalomie specjalnym.
Startując w Pucharze Świata najlepsze wyniki osiągnął w slalomie specjalnym: w 1974 w Wysokich Tatrach, gdzie zajął 4. miejsce oraz w 1975 w Chamonix, gdzie zajął 9. miejsce.
Zwycięzca w 1974 roku Memoriału B. Czecha i H. Marusarzówny w slalomie gigancie.
Na igrzyskach olimpijskich w 1976 roku zajął 52. miejsce w zjeździe, 38. miejsce w slalomie gigancie oraz 21. miejsce w slalomie specjalnym.